# RockTenn
RockTenn est une entreprise papetière américaine.

## Histoire
En janvier 2011, RockTenn acquiert Smurfit-Stone Container pour 3,5 milliards de dollars.
En janvier 2015, MeadWestvaco, une autre société d'emballage américaine, annonce la fusion avec RockTenn. La nouvelle entité nommée WestRock aura son siège social à Richmond en Virginie et sera contrôlé à 50,1% par les actionnaires de MeadWestvaco.